# Vinton (Virgínia)
Vinton és una població dels Estats Units a l'estat de Virgínia. Segons el cens del 2000 tenia 7.782 habitants.

## Demografia
Segons el cens del 2000, Vinton tenia 7.782 habitants, 3.327 habitatges, i 2.179 famílies. La densitat de població era de 947,8 habitants per km².
Dels 3.327 habitatges en un 30,2% hi vivien nens de menys de 18 anys, en un 47,1% hi vivien parelles casades, en un 14,2% dones solteres, i en un 34,5% no eren unitats familiars. En el 30,2% dels habitatges hi vivien persones soles el 12,8% de les quals corresponia a persones de 65 anys o més que vivien soles. El nombre mitjà de persones vivint en cada habitatge era de 2,29 i el nombre mitjà de persones que vivien en cada família era de 2,82.
Per edats la població es repartia de la següent manera: un 22,9% tenia menys de 18 anys, un 8,4% entre 18 i 24, un 29% entre 25 i 44, un 23,3% de 45 a 60 i un 16,5% 65 anys o més.
L'edat mediana era de 38 anys. Per cada 100 dones de 18 o més anys hi havia 78,7 homes.
La renda mediana per habitatge era de 32.620 $ i la renda mediana per família de 40.701 $. Els homes tenien una renda mediana de 27.070 $ mentre que les dones 22.950 $. La renda per capita de la població era de 16.817 $. Entorn del 6,9% de les famílies i el 9,7% de la població estaven per davall del llindar de pobresa.

## Poblacions més properes
El següent diagrama mostra les poblacions més properes.